# John Sandwall
John Anders Gunnar Sandwall, född 26 december 1917 i Åseda, död 17 februari 1980 i Oravais i Finland, var en svensk värjfäktare.  
Sandwall blev svensk lagmästare i värja 1949 med Vaxholmsklubben KA 1 IF, svensk mästare individuellt i värja 1955 och deltog i olympiska sommarspelen i Melbourne i Australien året därpå. I världsmästerskapen i fäktning 1962 i Buenos Aires i Argentina blev han silvermedaljör.

## Utmärkelser
- Riddare av första klass av Svärdsorden, 1957.[5]
- Svenska fäktförbundets elittecken 1964.[6]